# Włodzimierz Szeliski

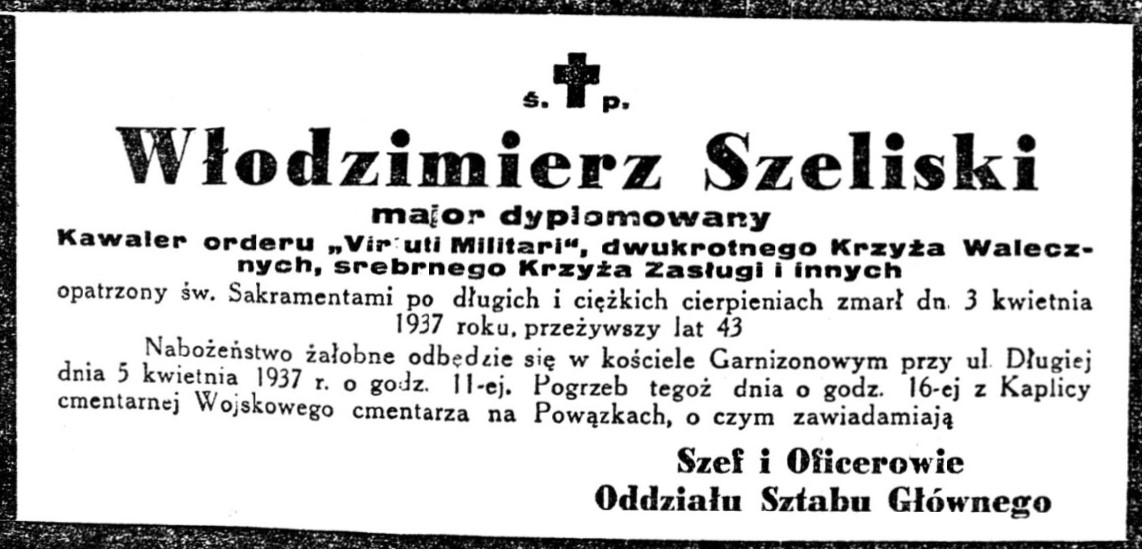
Nekrolog Włodzimierza Szeliskiego

Włodzimierz Witold Szeliski (ur. 8 kwietnia 1893 w Gradowie, zm. 3 kwietnia 1937 w Warszawie) – major dyplomowany piechoty Wojska Polskiego, działacz niepodległościowy, kawaler Orderu Virtuti Militari.

## Życiorys
Urodził się 8 kwietnia 1893 w majątku Gradów, w ówczesnym powiecie sochaczewskim guberni warszawskiej, w rodzinie Kazimierza (1858–1931), ziemianina, agronoma, i Jadwigi z Gątkiewiczów(1858–1942). Miał dziewięcioro rodzeństwa: Jadwigę (1890–1979), Stanisława Włodzimierza (1891–1970), majora kawalerii Wojska Polskiego, Halinę (1895–1983), Michała (?–1926), ułana Wojska Polskiego, Witolda Karola (1898–1977), kapitana taborów Wojska Polskiego, Zbigniewa (1900–1965), podporucznika kawalerii rezerwy Wojska Polskiego, Zygmunta (1905–1977), inżyniera rolnika, Marię (1909–1979) i Krystynę (1911–1923).
Włodzimierz uczęszczał do Włocławskiej Siedmioklasowej Szkoły Handlowej, gdzie brał udział w strajku szkolnym. Studiował kierunek przyrodniczy na Uniwersytecie Genewskim. Członek Drużyn Strzeleckich.
W 1914 po internowaniu przez Rosjan został wywieziony do Woroneża. Powrócił do kraju w lipcu 1918 i postanowił studiować na Politechnice Warszawskiej. W listopadzie wstąpił w szeregi I batalionu saperów. Od 3 lipca do 1 listopada 1919 był uczniem klasy 15. Szkoły Podchorążych w Warszawie. 9 grudnia 1919 został mianowany z dniem 1 grudnia 1919 podporucznikiem w piechocie i przydzielony do 35 pułku piechoty.

Podczas wojny z bolszewikami dowodził w pułku 2 kompanią. W czasie trwania Bitwy Warszawskiej w dniu 15 sierpnia 1920, 

„gdy odcinek Borków-Cieleszyn pod wpływem gwałtownego ognia artylerii i silnych ataków piechoty nieprzyjaciela zachwiał się i oddziały nasze zaczęły się wycofywać, ppor. Szeliski nie czekając rozkazu, z własnej inicjatywy ze stanowisk rezerwy podjął brawurowy kontratak. Męstwem i stanowczością w prowadzeniu akcji porywa za sobą kompanię cofających się żołnierzy 41 pp. oraz nadciągający z rezerwy baon 22 pp. /.../. Zmusza przeciwnika do panicznej ucieczki”.

 Za czyn ten został wyróżniony nadaniem Krzyża Srebrnego Orderu Virtuti Militari. Po bitwie otrzymał awans na stopień porucznika, służąc w dalszym ciągu w szeregach 35 pułku piechoty. 15 lipca 1924, po zdaniu egzaminu wstępnego do Wyższej Szkoły Wojennej „z dobrym postępem”, został odkomenderowany na trzy miesiące do 9 pułku artylerii polowej w Białej Podlaskiej, w celu odbycia ćwiczeń praktycznych. 1 listopada 1924 został przydzielony do Wyższej Szkoły Wojennej w Warszawie, w charakterze słuchacza Kursu 1924/26. 11 października 1926, po ukończeniu kursu i otrzymaniu dyplomu naukowego oficera Sztabu Generalnego, został przydzielony do Dowództwa Okręgu Korpusu Nr II w Lublinie. 2 kwietnia 1929 prezydent RP nadał mu z dniem 1 stycznia 1929 stopień kapitana w korpusie oficerów piechoty i 61. lokatą. W grudniu 1929 został przeniesiony do Oddziału I Sztabu Generalnego na stanowisko kierownika referatu. Na stopień majora został awansowany ze starszeństwem z 1 stycznia 1936 i 128. lokatą w korpusie oficerów piechoty.
Zmarł 3 kwietnia 1937 w Warszawie. Dwa dni później został pochowany na Cmentarzu Wojskowym na Powązkach, aleja główna, kwatera A19-lewe półkole-7.
Był żonaty z Janiną z domu Rymsza i mieli syna Zdzisława.

## Ordery i odznaczenia
- Krzyż Srebrny Orderu Virtuti Militari nr 1762[25][7]
- Krzyż Walecznych dwukrotnie[26][27][7]
- Medal Niepodległości – 24 października 1931 „za pracę w dziele odzyskania niepodległości”[28][29][30][7]
- Srebrny Krzyż Zasługi – 10 listopada 1928 „w uznaniu zasług, położonych na polu pracy w poszczególnych działach wojskowości”[31][32]
- Medal Pamiątkowy za Wojnę 1918–1921[33]
- Medal Dziesięciolecia Odzyskanej Niepodległości[33]